# Folkomröstningen om Slesvig

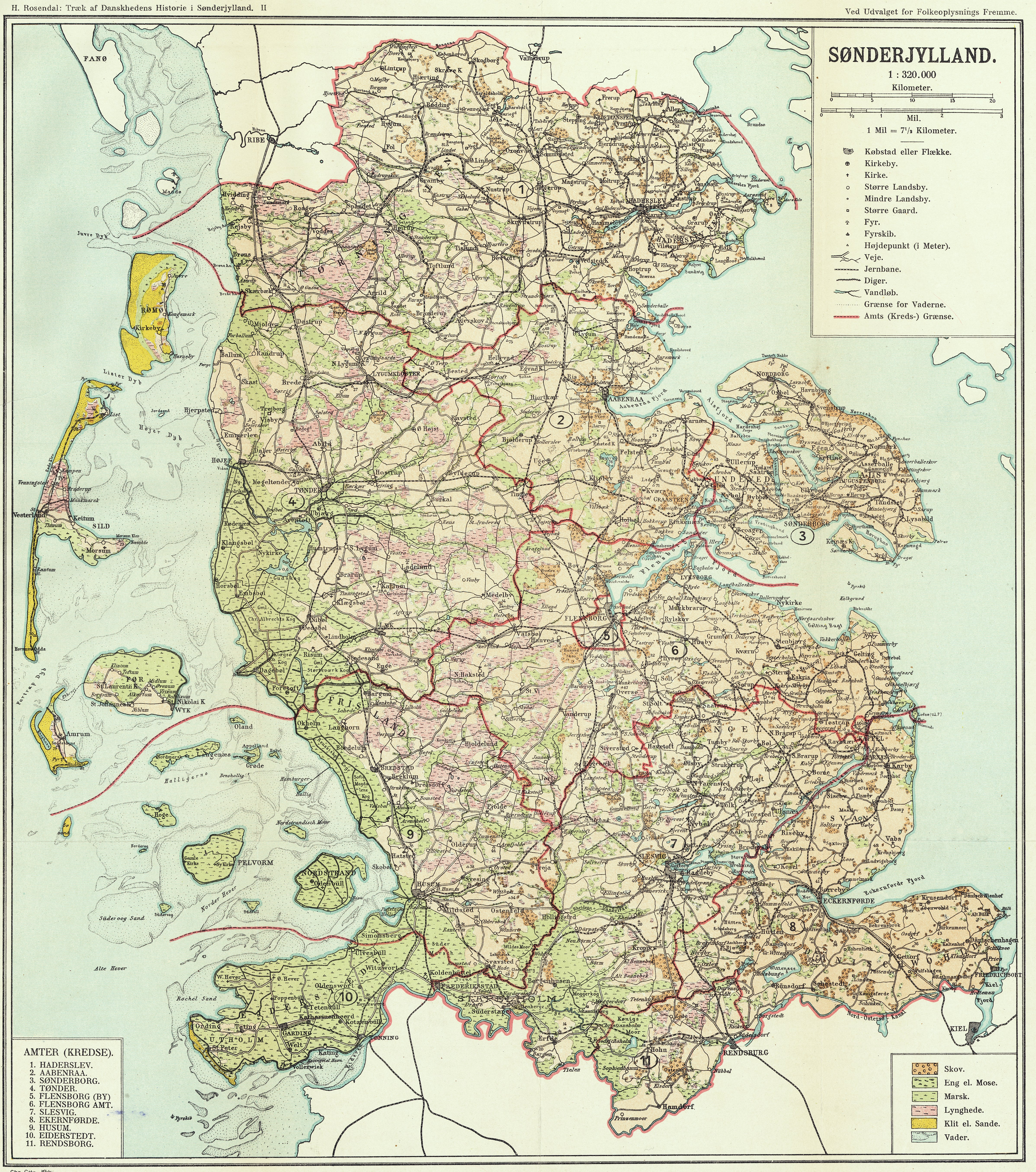
Historisk karta över Nord- och Sydslesvig 1918.

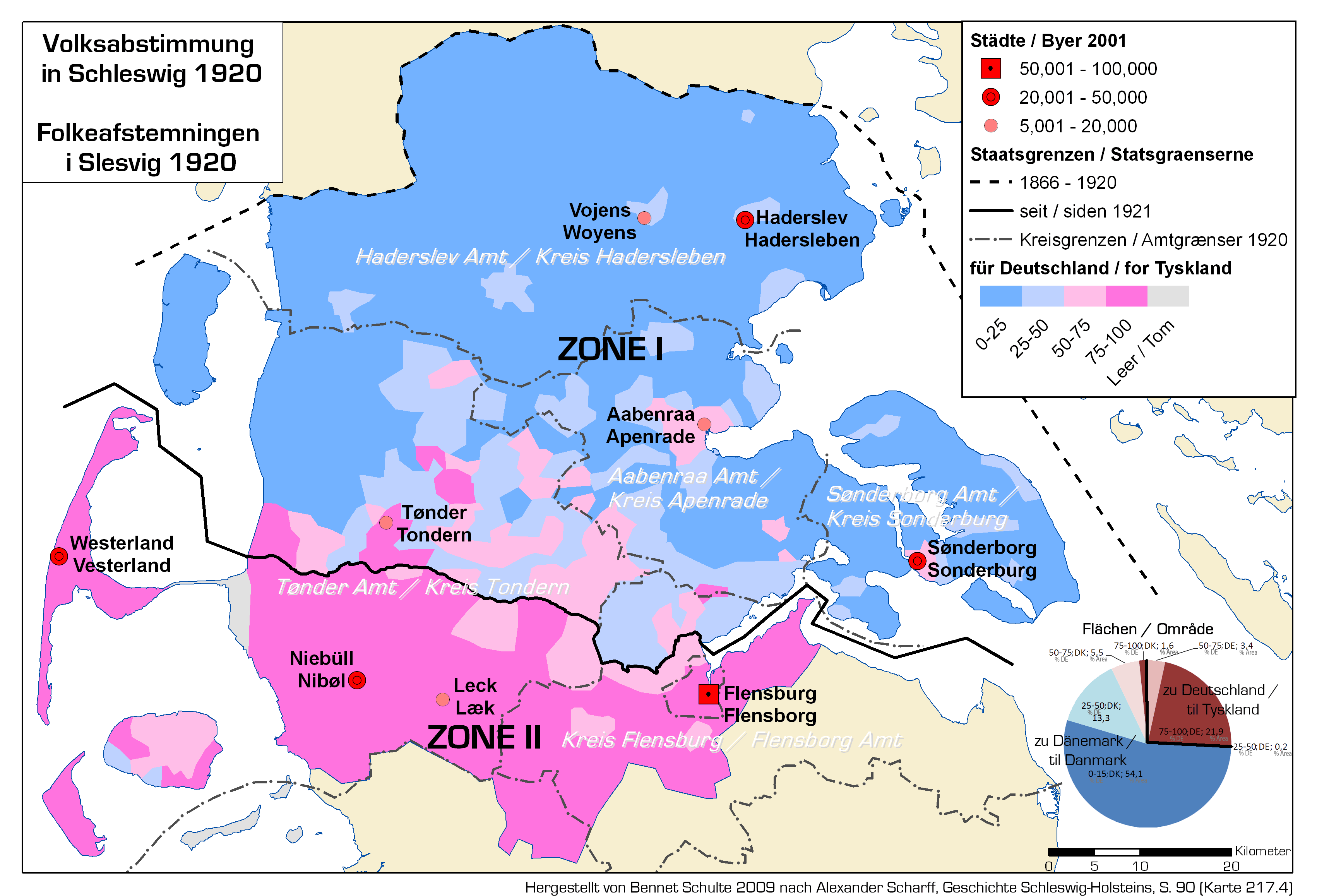
Folkomröstningens resultat.

Folkomröstningen om Slesvig (eller Sønderjylland) hölls 1920 som ett resultat av Versaillesfreden året innan.

## Folkomröstning om Slesvig
Redan i Pragfreden av år 1867 mellan Preussen och Österrike fastlades att en folkomröstning skulle anordnas i norra Slesvig (den så kallade paragraf 5) inom 6 år men den genomfördes inte.
Efter första världskriget i enlighet med Wilsondoktrinen blev det bestämt att folkomröstningen skulle hållas. Omröstningen genomfördes 10 februari 1920 i zon I, Nordslesvig, där 75% röstade för att tillhöra Danmark. Eftersom omröstningen skedde gemensamt (en bloc) för hela zonen kom även några områden med tyskt flertal, till exempel staden Tønder, till Danmark.
14 mars röstades i zon II (eftersom den första folkomröstningen gått Danmarks väg). Zon II var i mellersta Slesvig och inkluderade bland annat staden Flensborg. Här röstade 80% för att tillhöra Tyskland. Rösterna i zon II räknades kommunvis, men bara tre små kommuner på ön Föhr/Før hade danskt flertal; detta fick ingen betydelse eftersom de inte låg direkt intill den nya gränsen.
Omröstningsresultatet i andra valomgången orsakade en inrikespolitisk kris (påskkrisen) i Danmark där kung Kristian X avskedade regeringen 29 mars. Det kom senare att resultera i nyval. Många ville, folkomröstningen till trots, kräva att staden Flensburg (danska: Flensborg), som haft en dansktalande majoritet år 1864 vid förlusten till Preussen och Österrike, åter skulle bli dansk.
Den nya gränsdragningen trädde i kraft 15 juni 1920, i Danmark känd som återföreningsdagen (genforeningsdagen), då Kristian X red över Kongeåen strax söder om Kolding på sin vita häst. 25 500 som hade röstat tyskt kom att bo på den danska sidan medan 12 800 som röstade danskt fick stanna kvar i Tyskland. Danska och tyska minoriteter finns fortfarande på ömse sidor av gränsen.

## Folkomröstning om ändring av 1915 års grundlag
Till följd av att norra Slesvig nu blivit danskt var det nödvändigt att ändra 1915 års danska grundlag, att bland annat ge de nya områdena rätt till ledamöter i Danmarks riksdag.
Folkomröstningen om ändring av 1915 års grundlag hölls i Danmark 6 september 1920. I omröstningen röstade 614 130 (96,9 % av rösterna) för medan 19 571 (3,1%) röstade emot. Trots den klara majoriteten för ett ja var det bara med liten marginal som ändringsförslaget gick igenom då grundlagen krävde att 45 % av alla röstberättigade röstade för en grundlagsändring för att den skulle gå igenom. Antalet som röstade för var 47,6 % av det totala antalet röstberättigade.

## Propaganda-affischer

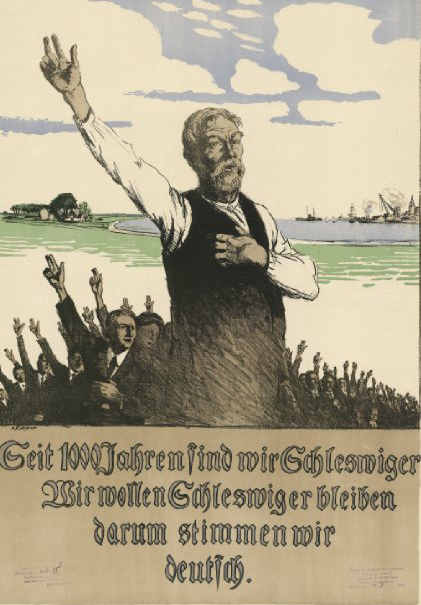
En tysk propaganda-affisch
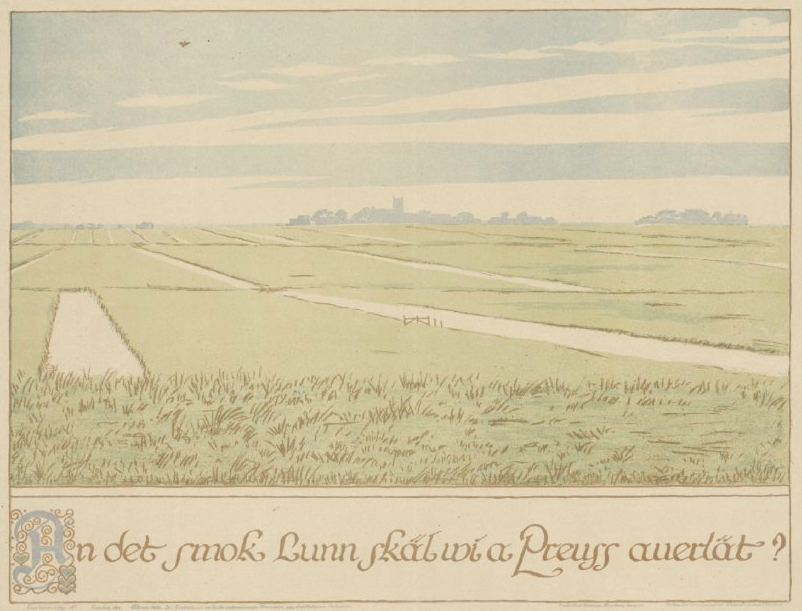
En pro-dansk propaganda-affisch på nordfrisiska språket